# Бенедікт Голлербах
Бенедікт Голлербах (нім. Benedict Hollerbach; нар. 17 травня 2001, Штарнберг, Німеччина) — німецький футболіст, атакувальний півзахисник берлінського «Уніона».

## Ігрова кар'єра

### Клубна
Бенедікт Голлербах є вихованцем футбольних клубів «Баварія» та «Штутгарт», де він починав грати на молодіжному рівні. У 2020 році Голлербах підписав професійний контракт з клубом «Веен» і 19 вересня дебютував за нову команду у Третій лізі. За результатами сезону 2022/23 своєю грою Голлербах допоміг команді вийти до Другої Бундесліги.
Влітку 2023 року Голлербах перейшов до столичного «Уніона» і 3 вересня у матчі проти «РБ Лейпциг» зіграв першу гру у вищому дивізіоні чемпіонату Німеччини.

### Збірна
У 2018 році бенедікт Голлербах зіграв два матчі у складі юнацької збірної Німеччини (U-18).